# Liebistorf
Liebistorf (toponimo tedesco) è una frazione di 642 abitanti del comune svizzero di Gurmels, nel Canton Friburgo (distretto di Lac).

## Storia

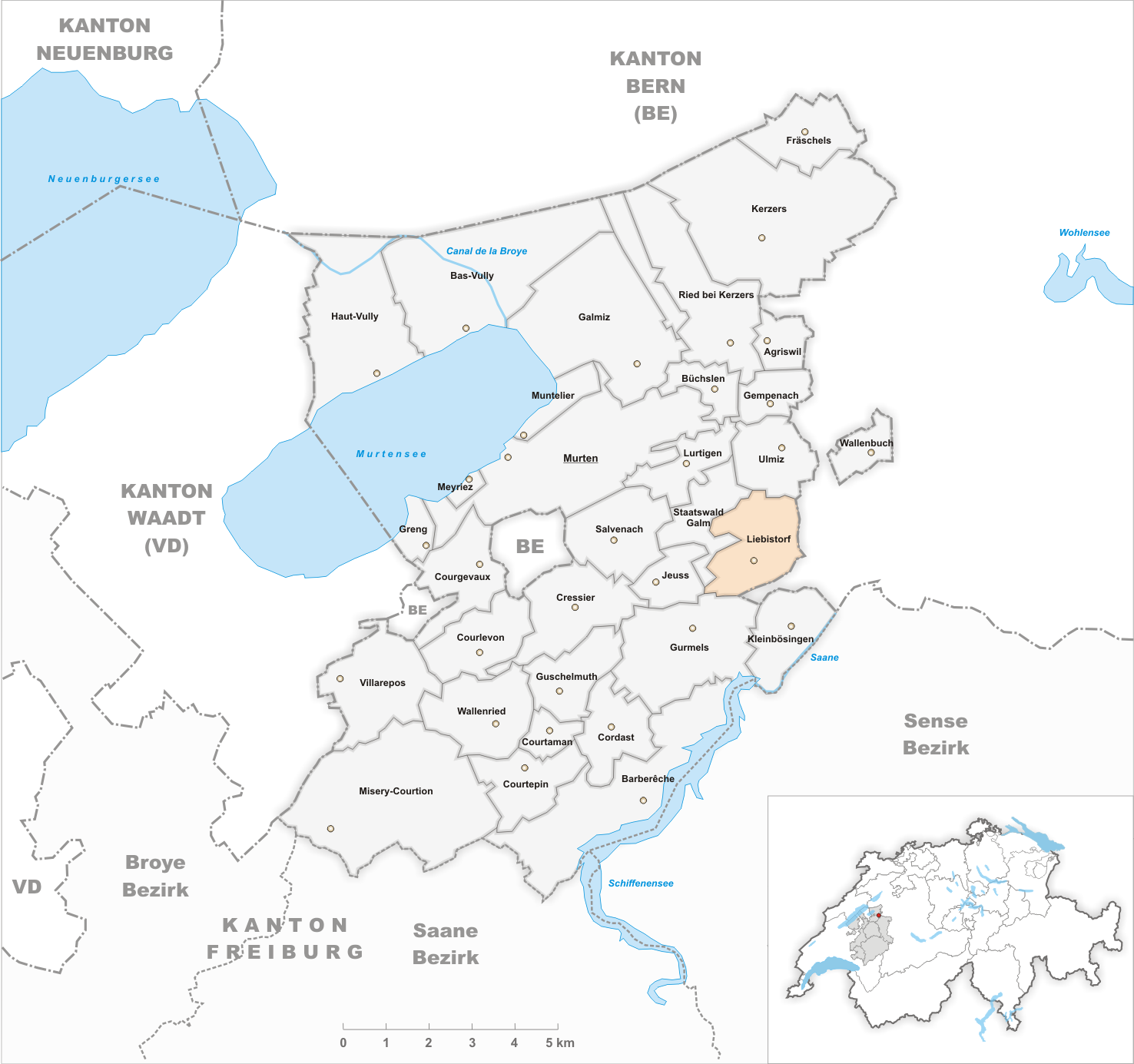
Il territorio del comune di Liebistorf prima degli accorpamenti comunali del 2003

Già comune autonomo, nel 2003 è stato accorpato a Gurmels assieme agli altri comuni soppressi di Guschelmuth e Wallenbuch.

## Monumenti e luoghi d'interesse

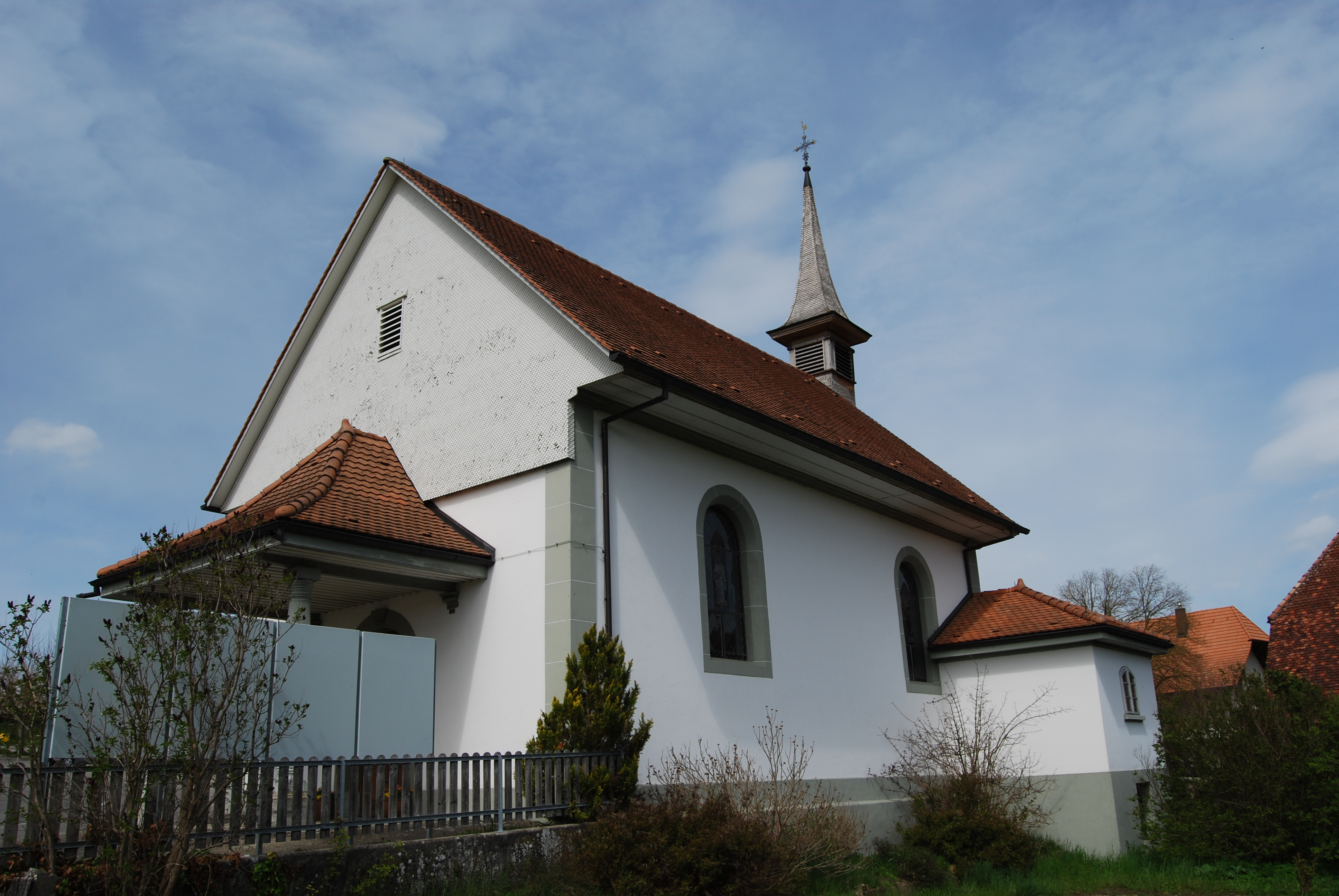
La cappella cattolica di Sant'Urbano

- Cappella cattolica di Sant'Urbano, eretta nel XVII secolo e ricostruita nel 1840[1].

## Società

### Evoluzione demografica
L'evoluzione demografica è riportata nella seguente tabella:
Abitanti censiti

## Amministrazione
Ogni famiglia originaria del luogo fa parte del comune patriziale che ha la responsabilità della manutenzione di ogni bene comune.